# Macromedia
Macromedia è stata una software house statunitense di prodotti per la grafica digitale e per lo sviluppo web. Fondata nel 1992, è arrivata in pochi anni a dominare il mercato del multimediale, e ha cessato di esistere nel 2005, quando è stata acquisita da Adobe.

## Storia
Macromedia è stata fondata nel 1992 dalla fusione tra Authorware, Inc. (produttrice di Authorware) e MacroMind-Paracomp (produttrice di Macromind Director). La sua sede era a San Francisco in California.
Macromedia ha continuato sulla scia delle due precedenti società e nel dicembre 1999 ha acquisito la ditta Andromedia di analisi del traffico. Nel 2001 è stata la volta di Allaire, altra software house nel campo del web development, e Macromedia ha aggiunto numerosi altri prodotti al suo portfolio tra i quali ColdFusion e JRun.
Nel 2003, Macromedia ha comprato Presedia, società di Web Conferencing, ed ha continuato a sviluppare e migliorare i loro prodotti basati su Flash sotto il marchio Breeze. Più tardi in quell'anno Macromedia ha inglobato la eHelp Corporation, i cui prodotti includono RoboHelp, RoboDemo (ora Captivate) e RoboInfo.
Il 18 aprile 2005 Adobe ha annunciato un concordato per l'acquisto di Macromedia in uno scambio valutato 3,4 miliardi di dollari l'ultimo giorno di trattative.
Il 6 dicembre 2005 Adobe annuncia di aver completato l'acquisizione di Macromedia, operazione conclusa il 3 dicembre 2005.

## Prodotti
- Macromedia Flash - Ex FutureSplash. Tool per animazioni per il web.
- Macromedia Flash Lite - Player Flash specifico per telefoni cellulari
- Macromedia Dreamweaver - Editor HTML, sia WYSIWYG che WYSIWYM
- Macromedia Breeze - Tool per conferenze virtuali
- Macromedia Flex - Costruttore per applicazioni web
- Macromedia ColdFusion - Web server che supporta i contenuti dinamici ".cfm".
- Macromedia Director - Programma per contenuti multimediali
- Macromedia Authorware - Programma per la creazione di applicazioni e-learning
- Macromedia FreeHand - Editor per grafica vettoriale
- Macromedia Fireworks - Programma di grafica
- Macromedia Contribute - Un semplice editor HTML per il mantenimento di siti web
- Macromedia Robohelp - Tool per la creazione di help systems
- Macromedia Captivate - Ex-Robodemo, apparecchio per la registrazione dello schermo al fine di riprodurre demo interattive
- Macromedia Shockwave - Un player per i file di Macromedia Director
- Macromedia JRun - Server J2EE
- Macromedia Flash Communication Server - Piattaforma server per il Flash Development
- Macromedia HomeSite - Editor HTML WYSIWYM
- Macromedia Flashpaper - Programma per la conversione di documenti ai formati Flashpaper o PDF
- Macromedia Fontographer - Programma per la creazione di font, venduto ora da Fontlab
- Macromedia Central - Applicazione Flash crossplatform
- Macromedia FlashCast - Piattaforma Flash per apparecchi cellulari
- Macromedia Web Publishing System - Suite completa per la creazione, il mantenimento ed il supporto di pagine web
- Macromedia Flex Markup Language - Linguaggio dichiarativo basato su XML.